# Leda (planetka)
(38) Leda je planetka nacházející se v hlavním pásu asteroidů. Její průměr činí asi 115 km. Byla objevena 12. ledna 1856 francouzským astronomem J. Chacornacem.